# Leucophora kirchbergi
Leucophora kirchbergi är en tvåvingeart som beskrevs av Willi Hennig 1967. Leucophora kirchbergi ingår i släktet Leucophora och familjen blomsterflugor.
Artens utbredningsområde är Grekland. Inga underarter finns listade i Catalogue of Life.